# Wies van Groningen
Louise Elisabeth (Wies) van Groningen (Blangkedjeren, 15 maart 1929 – IJsselstein, 30 december 2022), geboren als Louise Metaal, was een schrijfster. Ze was actief in de beweging van zwarte, migranten- en vluchtelingenvrouwen (ZMV-vrouwen) en in de Molukse/Indo gemeenschap. Haar doel was de informatievoorziening voor en over zmv-vrouwen te verbeteren. Zij schreef vele verhalen over haar (voor)moeder en vader, en stimuleerde Indische en Molukse vrouwen en mannen hun levensverhalen van hun voorouders op te schrijven.

## Levensloop
Wies van Groningen werd geboren op Sumatra, in Nederlands-Indië, dochter van een Nederlandse KNIL-militair (Barend Nicolaas Jacobus Metaal) en een Molukse moeder (Clara Hukom), als tweede in een gezin van vier kinderen. In 1939, op verlof in Nederland, besloten haar ouders dat haar moeder met de kinderen – vanwege de dreigende oorlog - beter in Nederland konden blijven, tot haar vader zijn laatste dienstjaar in Indië had vervuld. Het vaderloze gezin streek neer in Delft. Toen brak de oorlog uit en bezette Japan Nederlands-Indië. Haar vader stierf in 1942 in krijgsgevangenschap.
Wies haalde haar diploma HBS-A en werkte een paar jaar in de bibliotheek van de Technische Universiteit Delft. Zij trouwde in 1953 met Frans Popko van Groningen en kreeg vier kinderen. Op latere leeftijd volgde zij de PABO-Beeldende Vorming en gaf vervolgens tot haar vervroegd pensioen les op een aantal basisscholen in Utrecht.

### Vrouwenbeweging: zwarte, migranten en vluchtelingenvrouwen
Na haar vervroegd pensioen, meldde zij zich in 1988 aan bij de Vrouwenbibliotheek Utrecht. Wies van Groningen had hierbij een duidelijk doel voor ogen: de informatievoorziening over/voor zwarte, migranten- en vluchtelingenvrouwen verbeteren. Zij zorgde voor meer budget voor dit collectieonderdeel en voor betere zichtbaarheid van zmv-vrouwen in de Vrouwenthesaurus (gecontroleerde en gestructureerde index van termen op het terrein van de positie van vrouwen). Zij was actief in de landelijke werkgroep Vrouwenthesaurus, en nauw betrokken bij de herziening hiervan. Zij was van 1992 tot 1995 lid van de begeleidingscommissie van het project 'Informatievoorziening op het terrein van zwarte, migranten en vluchtelingenvrouwen' van het Internationaal Informatiecentrum en Archief voor de Vrouwenbeweging (IIAV),

### Schrijfster en verzamelaar van verhalen
Vanaf haar zestigste begon zij met schrijven. De bewustwording van haar ‘dubbelbloed', door verhalen van haar moeder, bracht haar in de jaren ’90 in de Molukse gemeenschap. Zij publiceerde in 1995 haar eerste bundel, met verhalen van haar moeder: Clara Hukom. Het verhaal werkte zij verder uit in het autobiografische verhaal Is militair-is militair.
Rond 1998 stapte Wies van Groningen over van de Vrouwenbibliotheek Utrecht, naar het Moluks Historisch Museum. Daar richtte zij zich op het vastleggen van vrouwengeschiedenis, met name die van Molukse vrouwen. Zij interviewde, samen met Christien Hetharia, twintig Molukse vrouwen, en publiceerde dat in een boek ‘Holland ligt niet dicht bij de hemel’. De vrouwen die werden geïnterviewd waren: Susette Huwae, Coos Ayal, Jossy Keiluhu, Salomina (Mien) Sapuletej-Lawalata, Anna Bathseba de Fretes-Rehatta, Netty Batawangge-Tamonob, Naomi Lawalata-Usmany, Augustien Souisa, Cisca Pattipilohy, Nona Matulessy, Annet Rahantoknam, Farida Pattisahusiwa, Colette Voorwinde, Fientje de Kock-Hully, Monica Akihary, Johanna Tomasowa-Tapilaha.
Vanuit het Moluks Historisch Museum was zij ook actief bij het verzamelen van verhalen van Molukkers, vrouwen én mannen (project ‘Meer dan een verhaal’). Er kwam een oproep om korte verhalen in te sturen over Molukse grootouders. Velen stuurden verhalen in. Er verschenen twee bundeltjes met korte verhalen Meer dan een verhaal en Luister naar mijn verhaal. In 2010 kwam er op initiatief van Wies van Groningen een nieuwe bundel verhalen met herinneringen, niet alleen van Molukkers, maar ook van mensen uit Indonesië en Nederlands Indië, Pasar Cerita.
Tot op hoge leeftijd bleef zij schrijven; in 2021 verscheen haar laatste boek Vertellingen uit een koloniaal verleden. Hierin vertelt zij over haar grootmoeder Louisa Hukom, die op de Molukken als naaister haar geld verdiende toen zij door haar man was verlaten. Deze voormoeder, Louisa, wordt beschreven in het verhaal ‘De goede slang’, van de Nederlands-Indische schrijfster Maria Dermoût.

### Erkenning
In 2000 ontving zij de ZAMI-award voor haar verhaal 'Over grenzen heen'. Uit het juryrapport: "Met een minimum aan woorden weet de schrijfster sfeervol, poëtisch en suggestief zonder zweverigheid haar verhaal te vertellen. Haar stijl kenmerkt zich door een bijzondere cadans, bijna bezwerend van uitwerking. Aldus wordt de orale verteltraditie, zoals de auteur deze uit de Indische cultuur kent, schriftelijk vastgelegd"

### Publicaties over Wies van Groningen
- PATTYNAMA, Pamela, De dramatiek van de waardigheid; over Clara Hukom, verhalen over Blangkedjeren, In: ZAMI-krant, 1995, nr 8, pag 41-46
- SERIESE, Edy. Indische verteltraditie voortgezet. Wies van Groningen vertelt de verhalen van haar moeder. In: De Pasarkrant, 4 maart 1995, pag. 4.
- BIRNEY, Alfred. Wies van Groningen. In: Oost-Indische inkt, 400 jaar Indië in de Nederlandse letteren (Amsterdam/Antwerpen,1998.pag. 557. ISBN 978-9025497811
- ASDONCK, Marjolein. Schrijven dwingt mij goed over mijzelf na te denken." Een portret van Wies van Groningen. In: Moesson, onafhankelijk Indisch tijdschrift, december 2000, pag. 22-25
- STRAVER, H. Wies van Groningen. In: Wonder en geweld; de Molukken in de verbeelding van vertellers en schrijvers. Deel 2. LSEM, Utrecht 2007. P. 234-241. ISBN 9789076729459
- LOO, Vilan van de. Joanna, Louisa, Clara; namen om te onthouden, namen die niet vergeten mogen worden. In: Indisch Anders, boekenkrant bij het Tong Tong Festival, mei 2014. Over het boek Mijn voormoeders van de Molukken.
- LOO, Vilan van de. Wies van Groningen. Damescompartiment online, sept 2021
- DOUZE, Marjet. In memoriam Wies van Groningen (Blangkedjerèn 1929 – IJsselstein 2022) Vrouwenbibliotheek Utrecht, januari 2023
- LOO, Vilan van de. Wies van Groningen (1929-2022) leefde in twee gescheiden werelden. Meer dan Babipangang. januari 2023
- LOO, Vilan van de. Wies van Groningen. https://dagblad070.nl/Columns/wies-van-groningen-